# Tiraspol Nou
Tiraspol Nou (in russo  Новотираспольский?, Novotiraspol'skij)  è una città della Moldavia controllato dalla autoproclamata repubblica di Transnistria nel distretto di Slobozia con una popolazione  di 11.473 abitanti (dato 2004)